# 拉力器
拉力器是一种体育器材，主要以锻炼臂部肌肉为目的。

## 分类
拉力器主要分为滑轮式拉力器和弹簧式拉力器。前者依靠重锤片的重力对人进行锻炼，后者则依靠钢丝或橡皮条的弹力。

## 使用
弹簧式拉力器使用较为方便，用手握住两端手柄向外拉伸即可锻炼相对应的肌肉。
滑轮式拉力器体积庞大且笨重，一般固定在金属架上或墙上。
锻炼方法极多。但最好佩戴护掌、握力带、半指手套、护膝、腰带和护腕等护具。